# Gasthaus Schweizer Garten

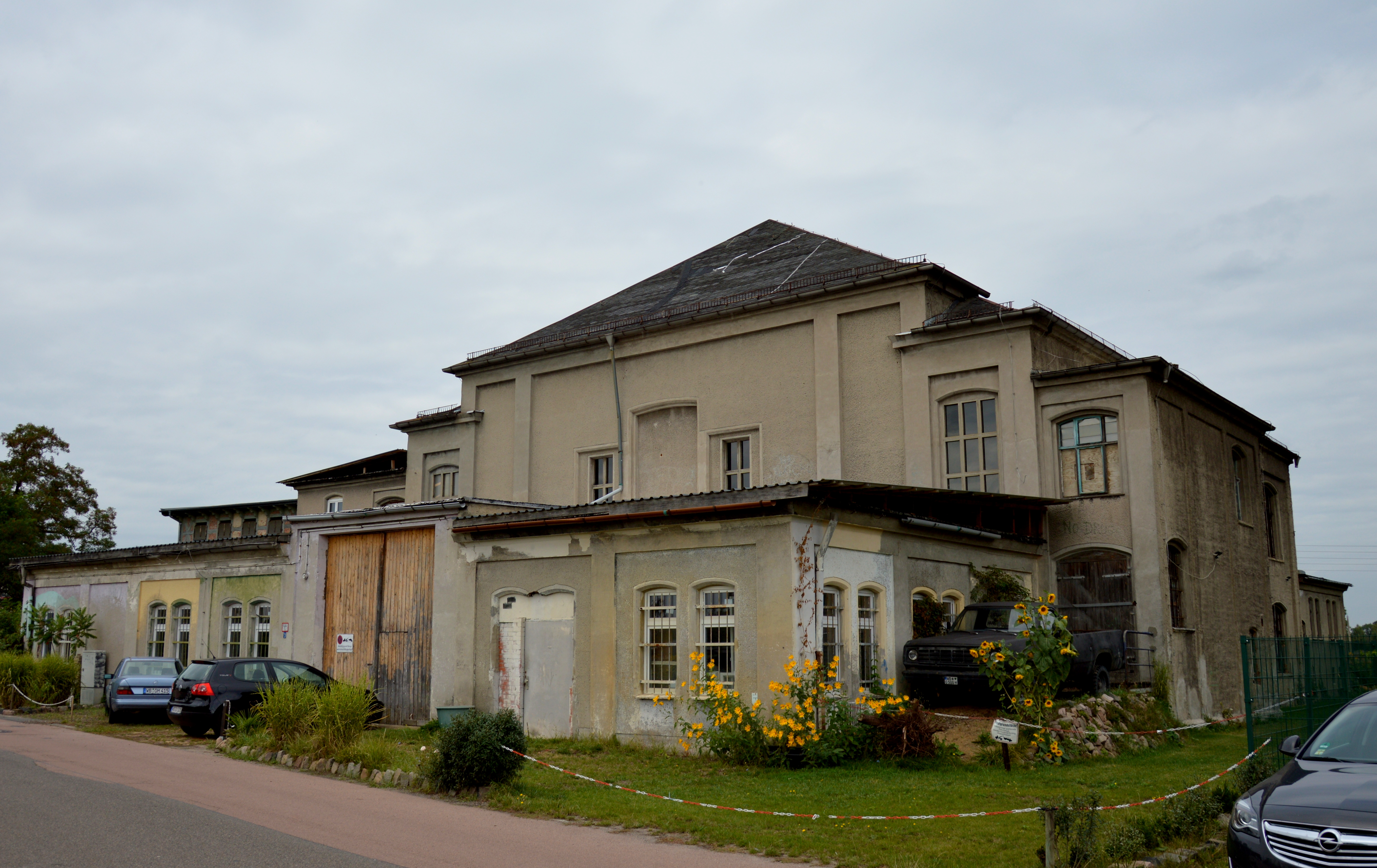
Gasthaus Schweizer Garten, 2016

Das Gasthaus Schweizer Garten ist ein denkmalgeschütztes Gebäude in der Lutherstadt Wittenberg in Sachsen-Anhalt. Es wird derzeit (Stand 2018) nicht als Gasthaus genutzt.

## Lage
Es befindet sich westlich der Altstadt der Lutherstadt Wittenberg auf der Nordseite der Straße Am alten Bahnhof an der Adresse Am alten Bahnhof 32. Westlich davon befindet sich der Alte Bahnhof Wittenberg, östlich das Wittenberger Brauhaus.

## Architektur und Geschichte
Das Gebäude entstand 1898 als Ausflugslokal vor der Stadt Wittenberg nach einem Plan von R. Kniese. Zum Bau gehört ein großer Saal, der mit Bühne und Empore ausgestattet und mit aufwendiger Stuckdekoration im Stil eines vom Jugendstil beeinflussten Neobarock geschmückt ist. 1919 wurde ein Gastraum angefügt, der als Ausschank des östlich angrenzenden Wittenberger Brauhauses diente.
Das Gasthaus gilt als typisches Beispiel eines bürgerlichen Vergnügungslokals seiner Bauzeit und wird als stadtgeschichtlich bedeutend eingeschätzt.
Im örtlichen Denkmalverzeichnis ist das Gasthaus unter der Erfassungsnummer 094 35704 als Baudenkmal verzeichnet.